# Adriel Tadeu Ferreira da Silva
Adriel Tadeu Ferreira da Silva (22 de mayo de 1997) es un futbolista brasileño que juega como defensa en el SC Bregenz.

## Trayectoria

### Clubes
| Club                | País    | Año           |
| ------------------- | ------- | ------------- |
| Osasco Audax        | Brasil  | 2016 - 2018   |
| Audax Rio           | Brasil  | 2018          |
| Gainare Tottori     | Japón   | 2019 -        |
| Paysandu            | Brasil  | 2021          |
| SC Austria Lustenau | Austria | 2021-2023     |
| SC Bregenz          | Austria | 2023-presente |